# Paragrus prentici
Paragrus prentici — вид викопних птахів вимерлої родини Geranoididae з ряду журавлеподібних (Galliformes), що мешкав у ранньому еоцені (близько 45 млн років тому) у Північній Америці.